# Thanasi Kokkinakis
Thanasi Kokkinakis (född 10 april 1996 i Adelaide) är en högerhänt australisk tennisspelare med två-hands backhand.
Han representerade Australien under Sommar-OS 2016 i Rio de Janeiro, där han blev utslagen i första rundan i singel.
Han har en tredje runda från Franska öppna 2015 som bästa resultat i Grand Slam-sammanhang.